# Marcin Wojciech Solarz
Marcin Wojciech Solarz (ur. 1974) – polski geograf, geopolityk, badacz stosunków międzynarodowych, profesor doktor habilitowany nauk ścisłych i przyrodniczych, nauczyciel akademicki, prodziekan ds. osobowych i współpracy z zagranicą Wydziału Geografii i Studiów Regionalnych Uniwersytetu Warszawskiego w kadencji 2016–2020.

## Życiorys
Absolwent Szkoły Podstawowej nr 1 im. Mikołaja Kopernika w Błoniu. W okresie szkolnym był stypendystą Krajowego Funduszu na rzecz Dzieci. W 2002 doktoryzował się na Wydziale Dziennikarstwa i Nauk Politycznych UW na podstawie pracy Polityka Francji wobec Afryki subsaharyjskiej w latach 1990–2000 (promotor – Jan Milewski). W 2011 habilitował się z geografii, przedstawiając na Wydziale Geografii i Studiów Regionalnych UW dysertację Północ – Południe. Krytyczna analiza podziału świata na kraje wysoko i słabo rozwinięte. W 2019 r. odebrał nominację profesorską w dziedzinie nauk ścisłych i przyrodniczych. Pracownik naukowy i dydaktyczny Uniwersytetu Warszawskiego Wydziału Geografii i Studiów Regionalnych. Wykładał także w Katedrze Socjologii Szkoły Głównej Gospodarstwa Wiejskiego w Warszawie.
Współpracuje z Muzeum Ziemi Błońskiej, biorąc udział w spotkaniach, konferencjach i wykładach.
Wypromował troje doktorów: Małgorzatę Wojtaszczyk (2017), Krzysztofa Górnego (2020) i Michała Orleańskiego (2020).

## Wybrane publikacje w języku polskim[8][9]
- Polska geografia polityczna wobec problemów i wyzwań współczesnej Polski i Świata. Wybrane problemy
- Północ wobec Południa, Południe wobec Północy
- Północ – Południe. Krytyczna analiza podziału świata na kraje wysoko i słabo rozwinięte
- Afryka wobec podziału świata na bogatą Północ i biedne Południe w perspektywie ostatnich 200 lat[10]
- Republika Południowej Afryki. Trwałość czy zmierzch potęgi w regionie?
- Trzeci Świat. Zarys biografii pojęcia, Wydawnictwa UW (2010)
- Geograficzno-polityczny atlas Polski. Polska w świecie współczesnym (współautor)
- Błonie na dawnych mapach, wyd. Muzeum Ziemi Błońskiej (2017)

## Wybrane publikacje w języku angielskim
- Atlas of Poland's Political Geography. Poland in the modern world (2018, edytor i współautor)
- New Geographies of the Globalized World (2018, edytor i współautor)
- The Language of Global Development. A Misleading Geography (2014, 2016)